# Coldharbour Gate

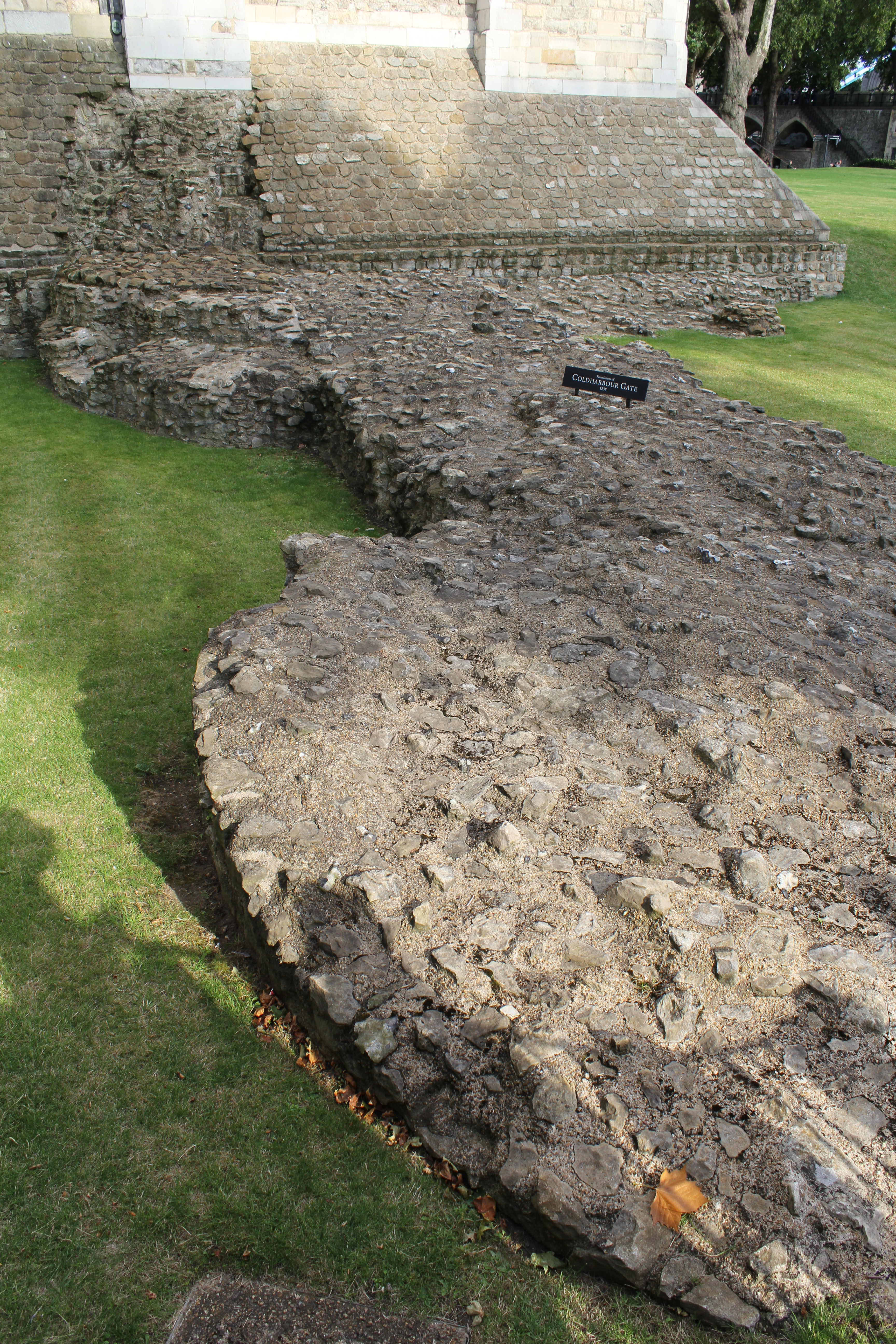
Coldharbour Gate

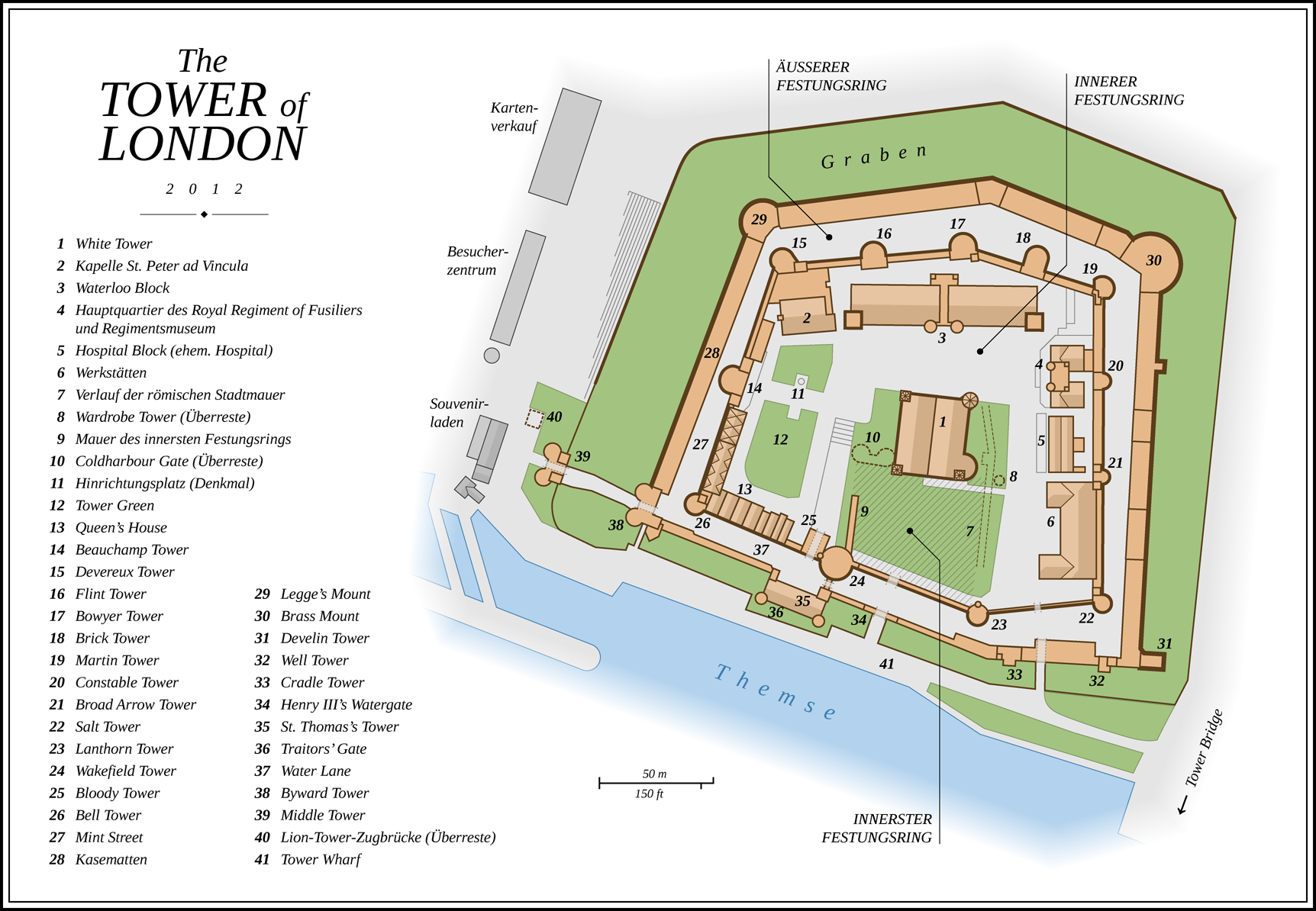
Position des Coldharbour Gates (No. 10) im Tower of London.

Das Coldharbour Gate war von 1238 bis 1676 ein Torhaus in der Festungsanlage des Tower of London. Es stand am Übergang vom Inneren Festungsring zum Innersten Festungsring (Coldharbour). Vom Tor sind nur noch Fragmente erhalten.
Das Tor entstand unter Heinrich III. 1238 als letzter Teil seiner Befestigung des Innersten Festungsrings. Es ersetzte damit vermutlich ein älteres Tor, von dem eventuell Reste am White Tower gefunden wurden. Die Anlage der Festung und der Verteidigungsanlagen an dieser Stelle lässt zudem vermuten, dass sich hier bereits ein Durchgang in der römischen Stadtmauer Londinium befand. Das Coldharbour Gate selbst war ein typisches Torhaus seiner Zeit, an dem zwei runde Türme einen bewehrten Gang in der Mitte bewachen.
Erste Abrissarbeiten am Tor fanden im 17. Jahrhundert statt. Im White Tower wurden zu dieser Zeit größere Mengen Schießpulver aufbewahrt. Um die Explosionsgefahr zu senken, ließ das Board of Ordnance Gebäude und Schornsteine in der Nähe des White Towers abreißen. Dazu gehörten unter anderem mehrere Schornsteine, die zum Coldharbour Gate gehörten. Dies bedeutete für das Board of Ordnance allerdings erst den Beginn größerer Umbauten. Der Charakter des Towers hatte sich von dem einer Festung zu einer großen Werkstatt und Lagerhalle geändert. Das Board ließ ab 1670 sämtliche Gebäude in der Nähe des gefährdeten White Towers abreißen, hob damit den innersten Festungsring faktisch auf, erbaute neue Lager- und Verwaltungsgebäude im Tower und begann schließlich ab 1675 auch mit dem Abriss des Coldharbour Gates. Am 16. September des Jahres wurde das Blei auf dem Dach entfernt und auf das Dach des Royal Observatory in Greenwich gebracht. Am 18. November wurde eine Gruppe Arbeiter verpflichtet, das Gebäude ganz abzureißen. Sie waren damit bis Juli 1676 fertig. Damit stand der White Tower das erste Mal seit über 400 Jahren wieder frei.
Erst bei Ausgrabungs- und Renovierungsarbeiten am White Tower 1953 bis 1956 entdeckten Archäologen die Grundmauern des Coldharbour Gates wieder. Sie wurden restauriert und sind als Teil der Tower-Ausstellung kenntlich gemacht.